# NGC 3176
NGC 3176 = PGC 29907? ist eine Spiralgalaxie vom Hubble-Typ Sc im Sternbild Wasserschlange. Sie ist schätzungsweise 140 Millionen Lichtjahre von der Milchstraße entfernt.
NGC 3176 ist ein Eintrag im NGC-Katalog über einen verlorenen oder nicht existierenden Himmelskörper im Sternbild Hydra. Dieses Objekt wurde 1886 vom amerikanischen Astronomen Ormond Stone aufgenommen. Wolfgang Steinicke und die HyperLeda-Datenbank identifizieren NGC 3176 mit der Spiralgalaxie PGC 29907. Professor Seligman erwähnt diese Galaxie ebenfalls, gibt aber an, dass es sich wahrscheinlich nicht um ein Objekt im NGC-Katalog handelt. Die SIMBAD-Datenbank enthält keinen Eintrag für NGC 3176.